# Memecylon subramanii
Memecylon subramanii är en tvåhjärtbladig växtart som beskrevs av Ambrose Nathaniel Henry. Memecylon subramanii ingår i släktet Memecylon och familjen Melastomataceae. IUCN kategoriserar arten globalt som starkt hotad. Inga underarter finns listade i Catalogue of Life.